# Helene zu Mecklenburg-Schwerin

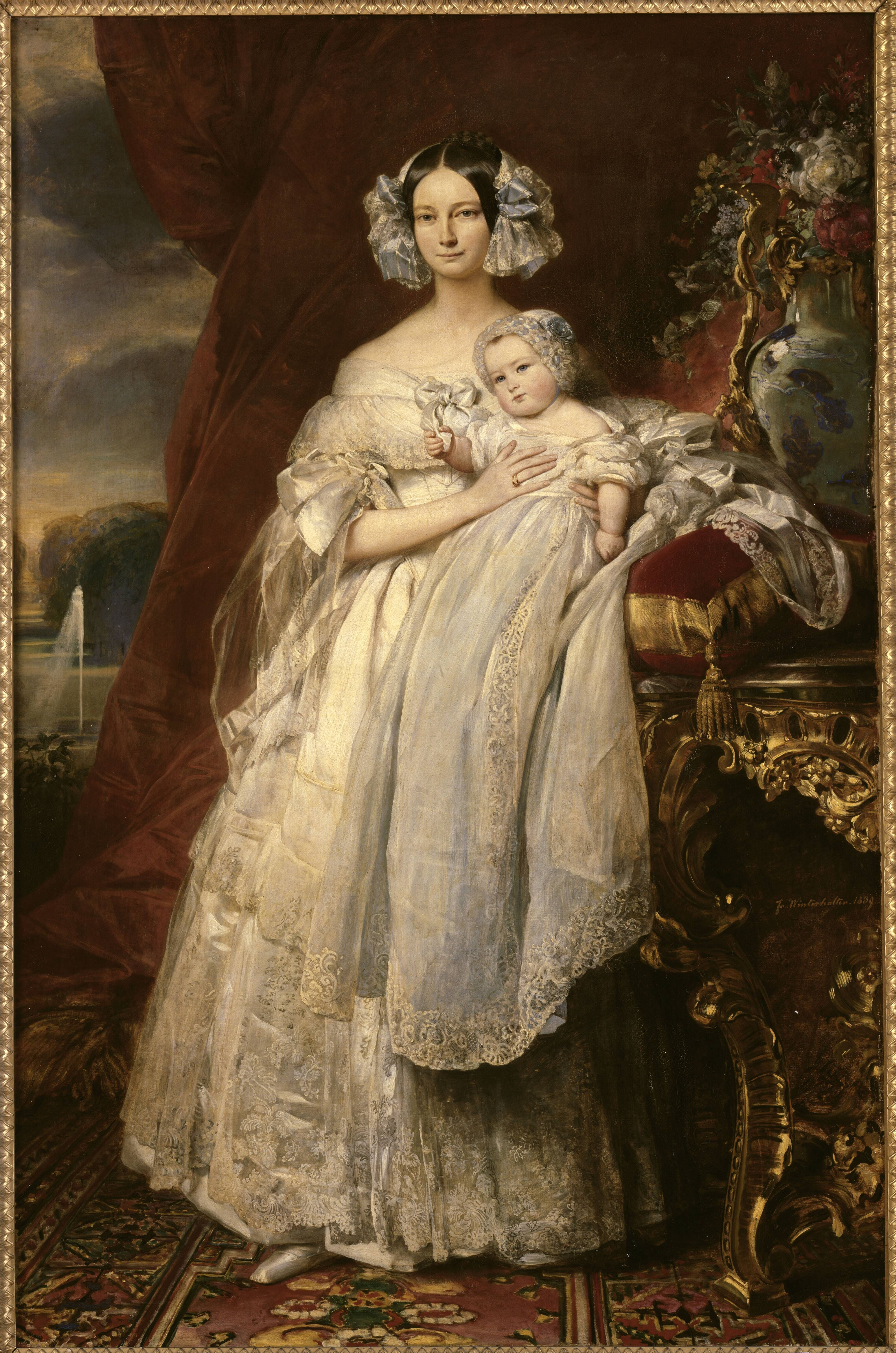
Porträt von Franz Xaver Winterhalter: Helene Luise zu Mecklenburg-Schwerin, duchesse d’Orléans, mit ihrem Sohn Louis Philippe Albert, um 1839

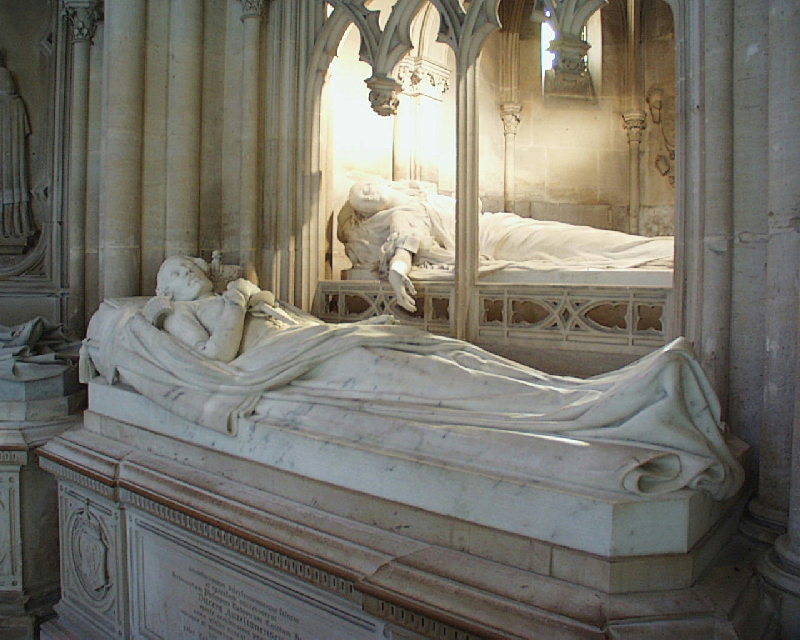
Grabmal in Dreux

Helene Luise Elisabeth, Herzogin zu Mecklenburg [-Schwerin], französisch Hélène de Mecklembourg-Schwerin, duchesse d’Orléans (* 24. Januar 1814 in Ludwigslust; † 18. Mai 1858 in Richmond, England), war eine deutsche Prinzessin und durch Heirat Herzogin von Orléans und Chartres.

## Leben
Helene Luise war die Tochter des Erbprinzen Friedrich Ludwig (1778–1819) und seiner Frau Prinzessin Karoline Luise von Sachsen-Weimar-Eisenach (1786–1816), dritte Tochter des Großherzogs Carl August und Prinzessin Luise von Hessen-Darmstadt.
Am 30. Mai 1837 heiratete Prinzessin Helene auf Schloss Fontainebleau den Thronfolger Ferdinand Philippe d’Orléans, duc de Chartres (1810–1842), ältester Sohn des letzten französischen Königs Louis Philippe und seiner Gattin Prinzessin Maria Amalia von Neapel-Sizilien. Aus der Ehe gingen zwei Söhne hervor:
- Louis Philippe Albert (1838–1894), comte de Paris ⚭ 1864 Prinzessin Maria Isabella d’Orléans-Montpensier (1848–1919)
- Robert Philippe (1840–1910), duc de Chartres ⚭ 1863 Prinzessin Françoise d’Orléans (1844–1925)

Am 13. Juli 1842 verstarb ihr Ehemann infolge eines Kutschunfalls. Dieser Todesfall löste einen Streit innerhalb der königlichen Familie aus, bei dem es um die Einsetzung eines Regentschaftsrates ging. Diese Planungen waren aufgrund des hohen Alters des Königs unumgänglich. Hauptgegner waren seine Witwe und sein Bruder, Louis d’Orléans, duc de Nemours, der sich dann auch durchsetzte. Allerdings kam die Regentschaft aufgrund der weiteren Entwicklung nicht zum Tragen.
Nach dem erfolglosen Versuch, durch ihren Auftritt vor der französischen Nationalversammlung am 24. Februar 1848 den Thron für ihren älteren Sohn Louis Philippe Albert d’Orléans, comte de Paris zu erstreiten, verließ sie Frankreich und ließ sich in Eisenach nieder, wo sie 1851 die Ehrenbürgerschaft erhielt.
Die Herzogin war in Eisenach außerordentlich beliebt, da sie sich auf vielfältige Weise um die Armen der Stadt kümmerte und sich, in Zusammenarbeit mit dem Vogt der Wartburg, Bernhard von Arnswald, für den Umbau und die Neugestaltung der historischen Veste einsetzte. Historisch belegt ist ihr Engagement für die thüringischen Leinenweber. In einer Erzählung der Eisenacher Schriftstellerin Marie Rasch (gest. 21. August 1920), die im Hause der damaligen Hofapotheke (heute Ratsapotheke) genau gegenüber dem Schloss lebte und deren Familie nachbarschaftlich-freundschaftliche Beziehungen zur Herzogin pflegte, wird berichtet, wie die Fürstin von einem armen Weber am Eisenacher Wochenmarkt Leinen erwarb und den Vogt beauftragte, damit Räumlichkeiten auf der Wartburg auszuschmücken («Wie die alten deutschen Decken in Mode kamen»).
Zeitweise hielt sie sich auch in England bei der Familie Louis-Philippes auf.
Helene, duchesse d’Orléans, starb am 18. Mai 1858 an den Folgen einer verschleppten Grippe in Richmond und wurde in Weybridge bestattet. Im Jahr 1876 wurde ihr Leichnam nach St-Louis de Dreux (Chapelle royale) in Dreux umgebettet.